# Nermine Hammam
Nermine Hammam, née en 1967, est une artiste égyptienne, qui vit et travaille au Caire et à Londres, qui est passé par le cinéma, puis a pratiqué le graphisme, la photographie et les montages photographiques.

## Biographie
Elle naît au Caire en 1967. Elle déménage en Angleterre puis aux États-Unis en 1985. Elle obtient un Baccalauréat en beaux-arts (Bachelor of Fine Arts ou BFA) dans la réalisation cinématographique à la Tisch School of the Arts de New York. Elle trouve ensuite un travail dans le cinéma avec Simon & Goodman, puis avec le réalisateur égyptien Youssef Chahine. En 1992, elle est l'assistante de production de Spike Lee sur le film Malcolm X,. Elle travaille par la suite comme graphiste avant de passer aux arts visuels et à la photographie.

## Œuvres
Son travail a été présenté dans des expositions personnelles (notamment à la galerie Townhouse au Caire en 2009), ou collectives en Égypte, en France, en Italie, au Royaume-Uni, au Danemark, aux États-Unis, au Koweït et à Singapour. Certaines de ses œuvres sont inclus dans les collections du Victoria and Albert Museum à Londres, du Tropenmuseum à Amsterdam et le Parco Horcynus Orca en Italie. En France, ses premières expositions sont en 2009 à Paris, lors du festival Photoquai, et surtout en 2012, à Sanary-sur-Mer, dans le festival Photomed où son exposition, les Espaces du mythe, est remarquée.
Elle aime provoquer la réflexion en entrechoquant dans des montages les époques et les modes de représentations. Dans son exposition Cairo Year On à Londres ou dans cette exposition les Espaces du mythe à Photomed, elle utilise le style traditionnel de la peinture japonaise pour présenter les scènes de violence de la révolution égyptienne de 2011. Ou encore, elle place de jeunes militaire égyptiens, tels que ceux qui intervenaient place Tahrir, dans des paysages bucoliques de cartes postales anciennes. « Qu’est-ce que le pouvoir, sinon une abstraction fondée sur l’illusion ? », précise-t-elle, « En janvier 2011, nous avions appris avec appréhension que l’armée se mettait en marche pour rallier la place Tahrir. Mais au lieu des stéréotypes belliqueux et virils que je m’attendais à découvrir, j’ai été marquée par l’aspect juvénile et vulnérable de ces soi-disant terreurs. Ôtez-leur l’uniforme et les armes, que reste-t-il ? ». En 2015, elle participe à l'exposition Cherchez l’erreur, à l’Institut des cultures d’Islam, à Paris.